# Brinje, Liško-senjska županija
Brinje je naselje v gorati in redko poseljeni pokrajini Liki na Hrvaškem. Je upravno središče občine Brinje v Liško-senjski županiji. V občini živi 4.081 prebivalcev (2001), od tega je 92 % Hrvatov, v samem naselju Brinje pa 1.707 prebivalcev.

## Demografija
| Pregled števila prebivalcev po letih | Pregled števila prebivalcev po letih | Pregled števila prebivalcev po letih | Pregled števila prebivalcev po letih | Pregled števila prebivalcev po letih | Pregled števila prebivalcev po letih | Pregled števila prebivalcev po letih | Pregled števila prebivalcev po letih | Pregled števila prebivalcev po letih | Pregled števila prebivalcev po letih | Pregled števila prebivalcev po letih | Pregled števila prebivalcev po letih | Pregled števila prebivalcev po letih | Pregled števila prebivalcev po letih | Pregled števila prebivalcev po letih |
| ------------------------------------ | ------------------------------------ | ------------------------------------ | ------------------------------------ | ------------------------------------ | ------------------------------------ | ------------------------------------ | ------------------------------------ | ------------------------------------ | ------------------------------------ | ------------------------------------ | ------------------------------------ | ------------------------------------ | ------------------------------------ | ------------------------------------ |
| 1857                                 | 1869                                 | 1880                                 | 1890                                 | 1900                                 | 1910                                 | 1921                                 | 1931                                 | 1948                                 | 1953                                 | 1961                                 | 1971                                 | 1981                                 | 1991                                 | 2001                                 |
| 3250                                 | 3344                                 | 3544                                 | 3596                                 | 3743                                 | 3779                                 | 3750                                 | 3627                                 | 3245                                 | 2961                                 | 2486                                 | 2310                                 | 2048                                 | 2049                                 | 1707                                 |

## Krajevne skupnosti
V občini Brinje se nahaja 12 krajevnih skupnosti:
- Brinje  - 1.707
- Glibodol - 41
- Jezerane - 375
- Križ Kamenica - 286
- Križpolje - 655
- Letinac - 222
- Lipice - 254
- Prokike - 122
- Rapain Klanac - 10
- Stajnica - 301
- Vodoteč - 98
- Žuta Lokva - 37